# Cordilura remmi
Cordilura remmi är en tvåvingeart som beskrevs av Elberg 1972. Cordilura remmi ingår i släktet Cordilura och familjen kolvflugor. Inga underarter finns listade i Catalogue of Life.